# 权证
認股證，又稱衍生權證或權證，是指标的证券发行人或其以外的第三人所发行，约定持有人在规定期间内或特定到期日，有权按约定价格向发行人购买或出售标的证券，或以现金结算方式收取结算差价的有价证券。認購證（call warrant）和認沽證（put warrant）的持有人分別有權（但沒有責任）以行使價在特定期限內購買和出售相關資產。
在香港金融市場，也音译为窩輪（Warrant）。窩輪、牛熊證及界內證等上市結構性產品合稱為「輪證」。

## 分类
一、按照「发行人的不同」，权证可以分为股本权证（Equity Warrant）和备兑权证（Covered Warrant）。
股本权证：发行人通常为上市公司，标的证券为该上市公司或其子公司的股票。股本权证持有人行权时，发行人会增发股票，标的证券的股本总额会增加。
备兑权证：是由标的证券发行人以外的第三方（通常为证券公司或投资银行等金融机构）发行的权证。备兑权证持有人行权时，发行人购买或支付标的证券或支付差价，并不会造成总股本的增加。
二、按「权力行使方向的不同」，权证可以分为认购权证（Call Warrant）和认沽权证（Put Warrant）。
认购权证：持有人可在約定期間或到期時按约定价格向发行人购入标的证券。认购权证价值与标的证券价格同向变化，当标的证券价格低于认购权证行权价格与行权手续费之和时，认购权证的价值为零。
认沽权证：持有人可在約定期間或到期時按约定价格向发行人卖出标的证券。认沽权证价值与标的证券价格反向变化，当标的证券价格高于认沽权证行权价格与行权手续费之差时，认沽权证的价值为零。
三、按「行权期限的不同」，权证可以分为美式权证（American Style Warrant）、欧式权证（European Style Warrant）和百慕大式权证（Bermuda Style Warrant）。
美式权证：持有人可以在权证到期日前的任一交易日行权。
欧式权证：持有人只能在权证到期日当日行权。
百慕大权证：介于欧式权证和美式权证之间，百慕大权证具有多个行权日或是一段行权期，如到期日前5日。

## 权证和其他金融衍生品的区别
| 不同點   | 权证               | 场内期权   | 场外期权   | 期貨       | 远期合約   |
| -------- | ------------------ | ---------- | ---------- | ---------- | ---------- |
| 交易场所 | 证券交易所         | 交易所     | 柜台买卖   | 期货交易所 | 柜台买卖   |
| 发行人   | 上市公司或证券公司 | 所有交易者 | 任意人     | 所有交易者 | 任意人     |
| 合約     | 非标准化           | 标准化     | 非标准化   | 标准化     | 非标准化   |
| 标的物   | 股票为主           | 实物或证券 | 实物或证券 | 实物或证券 | 实物或证券 |
| 供应量   | 有限               | 几乎无限   | 有限       | 几乎无限   | 有限       |
| 权利     | 选择性履约         | 选择性履约 | 选择性履约 | 必须履约   | 必须履约   |
| 合同对方 | 发行人             | 交易所     | 特定人     | 交易所     | 特定人     |

## 权证的价值
权证的价值（或价格）等于内在价值与时间价值之和。
{\displaystyle PV(\;)=V_{I}+V_{T}}

### 符号说明
以下是下文中出现的符号的经济意义：
{\displaystyle PV(\;)}：现值函數
{\displaystyle V_{I}}：内在价值
{\displaystyle V_{T}}：时间价值
{\displaystyle T}：权证到期日
{\displaystyle t}：当前时点
{\displaystyle S}：标的证券当前价格
{\displaystyle S_{T}}：标的证券到期日价格
{\displaystyle X}：价格
{\displaystyle r}：无风险收益率，一般为同期美國國庫券利率
{\displaystyle e}：自然对数的底數
{\displaystyle max\{A,B\}}：最大值函数，返回{\displaystyle A,B}的最大值。
{\displaystyle c}：欧式认购权证的价格
{\displaystyle p}：欧式认沽权证的价格

### 内在价值
内在价值（英語：Intrinsic Value）是指权证持有人行权时所能获得的收益。
对于认购权证：
{\displaystyle V_{I}'=PV(S_{T}-X)=S-Xe^{-r(T-t)}}
对于认沽权证：
{\displaystyle V_{I}'=PV(X-S_{T})=Xe^{-r(T-t)}-S}
由于上述计算的权证价值{\displaystyle V_{I}'}小于零时，权证持有人不会行权而会通过二级市场购买或卖出标的证券，所以权证的内在价值大于等于零。所以：
{\displaystyle V_{I}=max\{V_{I}',0\}}

### 时间价值
时间价值（英語：Time Value）是指权证有效期内标的的资产价格波动为权证持有人带来收益的可能性所隐含的价值。
权证的时间价值随着时间{\displaystyle T-t}的减少而减少，在到期日{\displaystyle T}时，时间价值{\displaystyle V_{T}=0}。

## 定價方法
权证的定价方法包括布莱克-舒尔斯模型、二叉树模型、蒙特卡罗模拟和有限差分方法。其中以布莱克-舒尔斯模型（又称BS模型）最为常用。

## 风险
权证在用于投机时提升风险，使收益的方差扩大；在用于套期保值时，降低风险，使收益的方差降低。2006年5月31日，茅台认沽权证（上交所：580990）在上海证券交易所上市首日涨幅高达922.82%，最高达到3.037元。但随后几天又大幅回落，2006年6月5日收於2.384元，而此时该权证的理论价值小於0.20元。
权证用于投机时，风险远高于股票的原因如下：
1. 权证具有時間性，当权证到期后，没有行权价值的权证将被注销，此时权证持有人没有任何收益。
2. 权证的交易价格普遍较低，当价格变化1单位时，便会有较大的收益率变动。
3. 权证的波动率较大，需要随时关注。
4. 權証的時間價值會每天減少，故即使股市一個月沒有升跌，相關權証尚有25%-40%的下跌空間。
5. 實際價格與理論價格仍有差距，能預測股市走势不等於由理論得出的利潤。

## 权证市场
目前权证交易的主要市场是香港和新加坡。其中香港交易所是全球最大的权证市场，有上千只权证。2006年香港權證市場每日平均成交量不逾100億港元，至2007年第三季的成交量已增致每日平均188億港元。2007年10月更曾創出單日成交量超過500億的紀錄。2007年12月17日權證發行公司麥格理證券舉行新聞發佈會，指香港權證市場截至2007年11月底止，權證成交額為41,600億港元較2006年全年成交額18,000億港元增長1.31倍。而每日權證成交金額約為188億元，佔港股整體成交金額逾20%；而發行數量亦由2006年的2,823隻增加至07年11月的6,027隻增長1.13倍；發行商數目由06年的19個，增至07年的23個。截止到2006年6月5日，中国大陆上海证券交易所和深圳证券交易所只有权证27只（兩者現時不時已不再營運），但單日交易额高达百亿。